# Piazzogna
Piazzogna foi uma comuna da Suíça, no Cantão Tessino, com cerca de 403 habitantes. Estendia-se por uma área de 3,91 km², de densidade populacional de 103 hab/km². Confinava com as seguintes comunas: Indemini, Locarno, Minusio, Muralto, San Nazzaro, Vira.
A língua oficial nesta comuna era o Italiano.

## História
Em 25 de abril de 2010, passou a formar parte da nova comuna de Gambarogno.